# Joshua Redman
Joshua Redman (* 1. února 1969) je americký jazzový saxofonista a skladatel, jeho jazzová kariéra odstartovala vítězstvím prestižní jazzové ceny Thelonia Monka v roce 1991. Krátce na to už hrál s jazzovými hvězdami své generace. Vyhrál čtenářské ankety v časopisech Jazz Time, Rolling Stone a Down Beat. Zpočátku hrál se svým otcem saxofonistou Dewey Redmanem, v roce 1993 nahrál své první sólové album.

## Životopis
Joshua Redman, který má afroamerické i židovské kořeny, se narodil v Berkeley v Kalifornii. Jeho matka byla tanečnice, otec byl také jazzovým saxofonistou. Matka ho v mládí často brávala do Word Music centra v Berkeley, kde na něj působilo mnoho hudebních vlivů. Mohl se zde seznámit s jazzem, klasikou, rockem, soulem, indickou hudbou a hudbou Středního východu a Afriky. Joshua se tam pak učil hrát na řadu hudebních nástrojů, například na kytaru, piano nebo na různé perkusivní nástroje jako ghatam a gamelan. V devíti začal soustavně cvičit na klarinet a o rok později konečně přesedlal na tenorsaxofon. Prvními hudebními vzory se mu pak stali John Coltrane, Ornette Coleman, Cannonball Adderley a samozřejmě jeho otec Dewey Redman. Ale nebyli to jen oni, ale taky Beatles, Aretha Franklin, Temptations, Earth, Wind and Fire, Prince, The Police nebo Led Zeppelin.
V roce 1986 ukončil střední školu, kde byl celé čtyři roky členem školního jazzového orchestru. O pět let později už končí s červeným diplomem sociální studie na Harvardu. Pak byl přijat na práva na Yale. Studium ale o rok odložil a přestěhoval se do New Yorku. Joshua se hned začal zajímat o newyorskou jazzovou scénu a studia práv už pak nikdy nedokončil. Téměř okamžitě pak začíná jamovat a vystupovat s předními hráči své generace jakými byli například Larry Goldings nebo Roy Hargrove.
Po vítězství v prestižní saxofonové soutěži Thelonia Monka se už věnuje hraní naplno. Toto vítězství mu také zajistilo smlouvu s hudebním vydavatelstvím Warner Bros. Svoji první desku, nazvanou prostě jen Joshua Redman, vydal v roce 1991. Deska se dočkala nominace na cenu Grammy. V roce 1991 si jako sideman taky zahrál na desce Elvina Jonese Youngblood. O rok později hostoval na desce svého otce Deweyho Redmana. Na svou druhou sólovou desku Wish si pozval slavné hráče — kytaristku Pata Methenyho, kontrabasistu Charlieho Hadena a bubeníka Billiho Higginse. Po vydání desky spolu společně odjeli turné pod hlavičkou The Joshua Redman Quartet. Charlieho Hadena tu ale nahradil Christian McBride. Dál hrál s různými kvartety, za zmínku stojí například to s pianistou Bradem Mehldauem. Pak si Joshua zahrál v triu Elastic, kde s ním hráli klávesista Sam Yahel a bubeník Brian Blade. Trio původně vystupovalo pod jménem Yaya3, tak se jmenuje i jejich první společné album. Stejní hráči pak nahráli a album Elastic, tentokráte pod hlavičkou Joshua Redman Elastic Band.
V dubnu 2007 vydal Joshua album Back East, byla to jeho první deska bez piana. Zahráli si tu tři rytmiky basa-bicí: Larry Grenadier a Ali Jackson, Christian McBride a Brian Blade, Reuben Rogers a Eric Harland a s nimi tři saxofonisté Chris Cheek, Joe Lovano a Dewey Redman. V lednu 2009 na albu Compass pokračuje v této tradici se svým „zdvojeným triem“, se saxofonem, dvěma basami a dvěma sadami bicích.